# Mranggen Tengah
Mranggen Tengah is een bestuurslaag in het regentschap Temanggung van de provincie Midden-Java, Indonesië. Mranggen Tengah telt 752 inwoners (volkstelling 2010).